# Czerniowce (stacja kolejowa)
Czerniowce (ukr. Чернівці) – stacja kolejowa w Czerniowcach, w obwodzie czerniowieckim, na Ukrainie. Zarządzana przez Kolej Lwowską. 

## Historia
Stacja została otwarta w dniu 1 września 1866 jako część linii kolejowej Lwów – Stanisławów – Kołomyja – Czerniowce. 
28 października 1869 roku oddano do użytku linię do Suczawy w Rumunii, co pozwoliło stać się Czerniowcom regionalnym węzłem kolejowym. 12 lipca 1884 roku ukończono budowę linii kolejowej do Ocnița w Mołdawii.
Obecny dworzec został zbudowany w latach 1906–1909 przez architekta Otto Wagnera. W czasie pierwszej i drugiej wojny światowej budynek doznał szkód i został odbudowany. Jest zabytkiem architektury o znaczeniu lokalnym.
Na stacji zatrzymują się spalinowe pociągi podmiejskie i pociągi dalekobieżne. Pociągiem podmiejskim można dojechać do Kołomyi, Storożyńca, Sokiriany, Wyżnicy, Larga (przeście graniczne z Mołdawią) oraz Vadul Siret (przejście graniczne z Rumunią). Pociągi dalekobieżne kursują do Lwowa, Kijowa, Kowla i Odessy.